# Беррівілл (Техас)
Беррівілл (англ. Berryville) — місто (англ. town) в США, в окрузі Гендерсон штату Техас. Населення — 824 особи (2020).

## Географія
Беррівілл розташований за координатами 32°5′21″ пн. ш. 95°28′11″ зх. д. / 32.08917° пн. ш. 95.46972° зх. д. (32.089249, -95.469807).  За даними Бюро перепису населення США в 2010 році місто мало площу 3,39 км², уся площа — суходіл.

## Демографія
Згідно з переписом 2010 року, у місті мешкало 975 осіб у 385 домогосподарствах у складі 286 родин. Густота населення становила 288 осіб/км².  Було 473 помешкання (139/км²).
Расовий склад населення:
| - 91,2 % — білих - 3,7 % — чорних або афроамериканців - 1,6 % — корінних американців - 0,8 % — азіатів |

До двох чи більше рас належало 1,8 %. Частка іспаномовних становила 3,4 % від усіх жителів.
За віковим діапазоном населення розподілялося таким чином: 24,6 % — особи молодші 18 років, 57,1 % — особи у віці 18—64 років, 18,3 % — особи у віці 65 років та старші. Медіана віку мешканця становила 40,5 року. На 100 осіб жіночої статі у місті припадало 99,8 чоловіків;  на 100 жінок у віці від 18 років та старших — 98,6 чоловіків також старших 18 років.
Середній дохід на одне домашнє господарство  становив 53 083 долари США (медіана — 40 272), а середній дохід на одну сім'ю — 56 298 доларів (медіана — 41 731). Медіана доходів становила 50 625 доларів для чоловіків та 33 594 долари для жінок. За межею бідності перебувало 21,1 % осіб, у тому числі 35,4 % дітей у віці до 18 років та 7,3 % осіб у віці 65 років та старших.
Цивільне працевлаштоване населення становило 396 осіб. Основні галузі зайнятості: освіта, охорона здоров'я та соціальна допомога — 20,7 %, роздрібна торгівля — 16,7 %, будівництво — 16,2 %.